# Hala Marymoncka w Warszawie

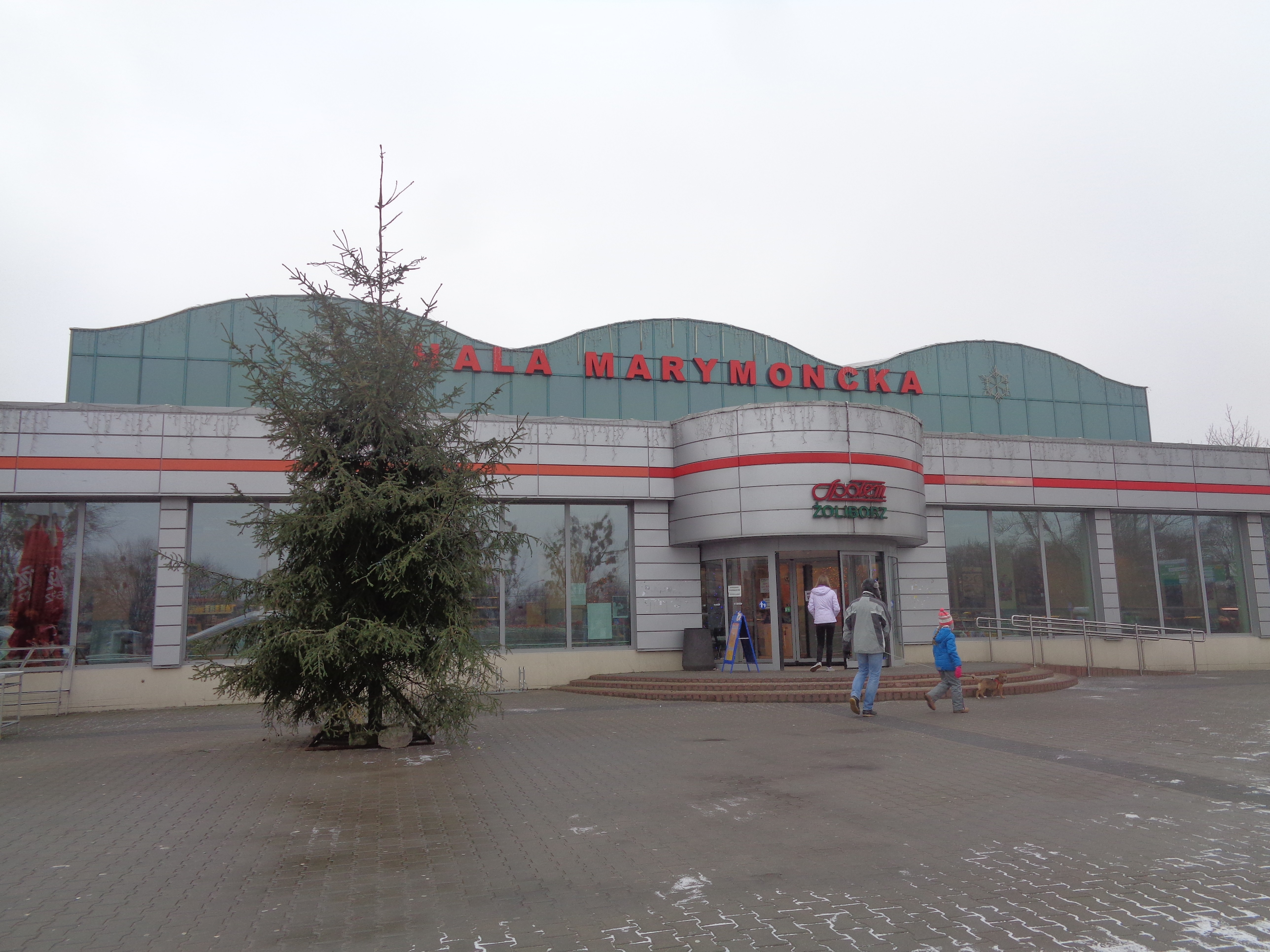
Hala Marymoncka od strony ulicy Słowackiego

Hala Marymoncka – nazwa hali targowej w Warszawie, na terenie dzielnicy Żoliborz, przy ul. Słowackiego 45/47, należącej do Warszawskiej Spółdzielni Spożywców „Społem”.

## Opis
Rozpoczęcie budowy hali nastąpiło 1 grudnia 1938, gdy poświęcono i wmurowano kamień węgielny. Pierwotnie hala miała zapewnić obsługę dla dzielnic Żoliborz, Marymont, Bielany, Kolonii im. Kościuszki oraz północnej części Powązek, terenu obejmującego ówcześnie ponad 50 000 mieszkańców. Hala powstawała obok targowiska otwartego, uruchomionego w 1934 r. Oryginalnie budynek posiadał powierzchnię 1 311 m. kw. i obejmował 3 kondygnacje.
W trakcie II wojny światowej w hali znajdowała się niemiecka fabryka samochodów marki Opel.
W czasie powstania warszawskiego została zajęta i była broniona przez żołnierzy ze „zgrupowania Żniwiarz”. We wrześniu 1944 spalona przez wycofujących się powstańców w celu opóźnienia jej zajęcia przez Niemców.
Po wojnie w hali ulokowano bazę Miejskiego Przedsiębiorstwa Taksówkowego.
Hala Marymoncka została oddana do użytku jako obiekt handlowy 4 grudnia 1971. Umieszczono w niej 17 stoisk z artykułami spożywczymi i przemysłowymi oraz kawiarenkę.
Wyremontowana w latach 2007–2008 straciła swój pierwotny charakter.